# ハロー!プロジェクトのメンバーオーディション
当ページでは、ハロー!プロジェクトのメンバーのオーディションについて説明する。

## シャ乱Q女性ロックボーカリストオーディション
- 1997年4月 - 8月のオーディション番組『ASAYAN』（テレビ東京系列）において「ヴォーカルオーディション第3弾」として実施され、番組内でオーディションの模様を放送した。
- 応募総数：約9,900名
- 第1次審査：東京・大阪・福岡・札幌の4ヶ所で地区別に実施した。応募者全員に書類審査を行い、審査通過者を対象に歌審査を行った。結果52名が第2次審査に進出した。
- 第2次審査：スタジオでの歌収録及びシャ乱Qからの発注、発注内容に基づく再収録（または撮影）を行った。但し、安倍なつみについては発注なしで最終選考への進出が決定した。結果11人が最終審査に進出した。
- 最終審査：寺合宿による性格などの全般審査とデビュー予定曲「GET」の歌唱審査を行った。
- 合格者：平家充代
  - なお、平家には及ばなかったものの、有力とされる福田明日香・中澤裕子・飯田圭織・石黒彩・安倍なつみの5名がモーニング娘。として選出され、手売りなどの試練を経てメジャーデビューした。
- 落選者の中に愛内里菜・河村理沙。

## モーニング娘。&平家みちよ妹分オーディション
第1 - 3回は前身のファンクラブ「Hello!」が主催し、いずれも『アイドルをさがせ!』（テレビ東京）でオーディションの模様を放送した。なお、第1 - 3回の当時の正式名称は「平家みちよ&モーニング娘。妹分オーディション」であったが、第4回以降の変更で統一を図るため、現在ではその3回のオーディションもこの名が正式名称とされている。応募資格はいずれも15歳から18歳までの女性だった。

### 第1回モーニング娘。&平家みちよ妹分オーディション
- 1999年2月に実施された。
- 応募総数：3,264名
- 合格者：三佳千夏（現在は脱退し、「谷ルミコ」名義で活動中。）

### 第2回モーニング娘。&平家みちよ妹分オーディション
- 1999年5月12日発売のモーニング娘。5thシングル「真夏の光線」（課題曲）同梱で募集した。
- 応募総数：4,000名
- 第2次面接：1999年6月
- 最終合格者：柴田あゆみ・大谷雅恵・村田めぐみ・斉藤瞳
  - この4人で「メロン記念日」を結成した（現在は解散）。

### 第3回モーニング娘。&平家みちよ妹分オーディション
- 1999年9月9日発売のモーニング娘。7thシングル「LOVEマシーン」（課題曲）同梱で募集した。
- 応募総数：不明
- 第2次面接：1999年11月
- 最終合格者：該当者なし

### 第4回モーニング娘。&平家みちよ妹分オーディション
- 2000年5月17日発売のモーニング娘。9thシングル「ハッピーサマーウェディング」（課題曲）同梱で募集した。
- 応募総数：1,500名
- 第2次面接：2000年6月
- 最終合格者：松浦亜弥
- その他にシェキドル（2002年1月に解散）がこのオーディションを機に結成された（デビューは松浦亜弥より先行）。

## パシフィック・ドリーム・ポップシンガー・コンテスト
- 1998年にハワイにて開催された。
- 応募総数：1,500名
- 合格者：アヤカ・ミカ・チェルシー・エイプリル・ダニエル
  - まことの最終選考によって決定し、この5人で「ココナッツ娘。」を結成した（2008年4月30日に解散。なお、最後まで在籍していたアヤカは「長手絢香」名義で活動中。）。

## つんくプロデュース芸能人新ユニットオーディション
- 1998年に募集し、同年末から翌1999年始めに掛けて約1ヶ月間のサンフランシスコでの合宿を経て合格者を決定した。このオーディションの模様は『ASAYAN』で放送された。　一次選考は、ユニットのイメージである「赤いドレス」の着用で行われた、そこから選ばれた8名は合宿地にちなんで「サンフラン」と「シスコムーン」という仮名の4人組ユニットに分かれて、つんくの課題のメニューをこなした。　二次選考で落選した候補者には、宝塚歌劇団の出身者や、女優の山口香緒里がいた。
- 応募総数：不明
- 応募資格：芸能活動の経験があること
- 合格者：稲葉貴子・RuRu・信田美帆・小湊美和
  - この4人で「太陽とシスコムーン（後のT&Cボンバー）」を結成した（稲葉貴子以外は2000年10月に脱退、稲葉もその後ソロ活動を経て引退）。

## 稲葉貴子新ユニットオーディション
- 2000年12月 - 2001年5月にバラエティ番組『ハロー!モーニング。』（テレビ東京系列）で募集した。但し、放送されたのは募集告知のみだった。
- 応募総数：不明
- 1回目の結果は該当者なしのため再募集を行ったが、2回目の結果も該当者なしだった。おそらく企画自体が自然消滅したものと思われる。

## ハロー!プロジェクト・キッズ オーディション
- 2001年6月 - 8月に行われた「モーニング娘。LOVEオーディション21」で応募資格が中学生以上であったにも拘らず小学生の応募が非常に多かったため、このオーディションが開催された。
- 合格者は、CDデビューを始めモーニング娘。との映画共演（2003年正月公開）、『ハロー!モーニング。』などのテレビ番組に出演する、モーニング娘。入りや新グループ結成の可能性もある、とされていた。
- 2002年3月 - 4月にバラエティ番組『ハロー!モーニング。』（テレビ東京系列）で募集し、番組内でオーディションの模様を放送した。
- 応募資格：2002年4月現在小学校1 - 6年生で都内に通える女の子で、芸能プロダクションや劇団、タレント育成スクールなどと契約・所属などをしていない人。
- 応募総数：27,958名
- 合格者：梅田えりか・清水佐紀・矢島舞美・嗣永桃子・徳永千奈美・村上愛・須藤茉麻・夏焼雅・石村舞波・熊井友理奈・中島早貴・菅谷梨沙子・鈴木愛理・岡井千聖・萩原舞
  - 2002年6月30日放送の『ハロー!モーニング。』で発表し、最終選考に残った15名が全員合格者となった。なお、梅田えりかと鈴木愛理はオーディション参加前からアップフロントミュージックスクールに在籍していた。後にZYXやあぁ!などを経て、2007年までにBerryz工房・℃-uteと選抜3名によるBuono!を結成した。
- 和田彩花（元スマイレージ/アンジュルム）も最終合格者として残っていたが、本人が辞退。
- 主な落選者に、福田花音（元スマイレージ/アンジュルム）、前田憂佳（元スマイレージ）、峯岸みなみ（元AKB48）、篠崎愛、中田花奈（元乃木坂46）[1]。

## ハロー!プロジェクト 新ユニットオーディション
- 2003年7月6日放送のバラエティ番組『ハロー!モーニング。』（テレビ東京系列）で募集し、番組内でオーディションの模様を放送した。これは雑誌『月刊デ・ビュー』（オリコン）との連動企画として実施された。
- 応募総数：不明
- 最終合格者：三好絵梨香（2003年10月5日放送の『ハロー!モーニング。』で発表）
  - 石川梨華・岡田唯とともに「美勇伝」を結成した。

## ハロプロ エッグ オーディション2004
- オーディションの趣旨「ハロプロ研修生制度」というカテゴリーを設け、すぐにタマゴから孵る人、じっくり時間を掛けて孵る人、それぞれの才能の開花をレッスン（無料）を受けながら目指していく「ハロプロのタマゴ」のためのオーディションであった。
- 2004年4月 - 5月にバラエティ番組『ハロー!モーニング。』（テレビ東京系列）で募集し、番組内でオーディションの模様を放送した。
- 応募資格：2004年4月現在で小学校1年生から18歳までの女性（但し小学校1 - 6年生は東京都内に通えること〈レッスンなどのために〉）で、応募締め切り時に芸能プロダクションなどの芸能活動を行う団体に所属および契約などをしていないこと。
- 応募方法：2種類の応募方法があった。しかし両コースの同時申し込みは不可だった。
  - Aコースは、1次審査を面接にて行うコースで、2004年6月19日・20日に千葉県の幕張メッセにて面接が実施された。
  - Bコースは、1次審査を応募デジタルビデオ(DV)カセットテープにて行うコースだった。
- 応募総数：10,570名[2]（両コースそれぞれの応募総数は不明）
- 合格者数：32名[2]
- 主な合格者：岡田唯（美勇伝）・是永美記（音楽ガッタス）・有原栞菜（℃-ute）・岡田ロビン翔子・後藤夕貴・大瀬楓・秋山ゆりか・橋本愛奈・諸塚香奈実（以上THE ポッシボー）・和田彩花・前田憂佳・福田花音・小川紗季（以上スマイレージ）、仙石みなみ・古川小夏・森咲樹・佐保明梨・関根梓・新井愛瞳（以上、アップアップガールズ（仮））
  - ※その他のメンバーなどはハロプロ研修生（旧・ハロプロエッグ）に記述。
- 主な落選者に、指原莉乃（元AKB48/HKT48）[3]、中田花奈（元乃木坂46）[1]。
- 金澤有希（SUPER☆GiRLS）もこのオーディションに応募していたが、当時北海道在住で「小学校1 - 6年生は東京都内に通えること」の応募資格を満たしていなかった[4]。

## ハロプロ関西オーディション2005
ハロー!プロジェクトによる関西地区限定のオーディション。このオーディションは2005年10月23日放送の『ハロー!モーニング。』（テレビ東京系列）で募集が告知された。
- 応募受付期間：2005年10月24日 - 11月21日
- 応募資格：2006年4月現在で小学校1年生から22歳までの女の子（但し小学校1 - 6年生は大阪市内に通えること〈レッスンなどのために〉）で、応募締め切り時に芸能プロダクションなどの芸能活動を行う団体に所属および契約などをせず、かつ関西での芸能活動ができること。
- 応募総数：不明
- 合格者数：4名
- 合格者：須磨愛・岩嶋雅奈未・中山菜々・阿部麻美（以上SI☆NA、2011年4月17日解散）

2006年8月11日にABCラジオの番組『ハロプロやねん!』においてこの4名にハロプロエッグの前田彩里を加えた5名でハロプロ関西レッスン生として初出演した。また、同月25日と11月19日の同番組の公開録音では出演者の℃-ute（前者）とカントリー娘。（後者）に先立ってオープニング・アクトを行った。

## アップフロント関西オーディション
このオーディションでは、ハロプロ関西などのアップフロントの関西メンバーを募集している。

### 第1回アップフロント関西オーディション
アップフロント関西が2008年夏頃より開催したオーディション。発表当時は同年内に合格者を発表する予定だったが、それらの情報が2009年6月まで公開されず、同月になってようやく第1回の合格者が発表された。
- 応募受付期間・応募資格・応募総数：不明
- 合格者：川村真洋（元乃木坂46/Z-Girls）

オーディション自体には“第1回”という表記はないが、同タイトルのオーディションが2009年2月に行われたため、こちらを“第1回”と表記した。

### 第2回アップフロント関西オーディション
- 応募受付期間：2009年2月28日まで
- 応募資格：12歳から22歳までの女性。経験不問。特定のプロダクションやレコード会社などに所属している人は不可。未成年者は保護者の同意が必要。
- 応募総数：不明
- 合格者：該当者なし

### 第3回アップフロント関西オーディション
上述の第2回合格者が該当者なしだったため、再募集となった。
- 応募受付期間・応募資格・応募総数：不明（2009年夏頃実施。）
- 合格者：宮崎梨緒（Lovelys）
  - 2010年5月22日開催の「TANOSINA STAGE Vol.6」で発表され、初披露された。

### 第4回アップフロント関西オーディション
- 応募受付期間：2010年9月1日 - 30日
- 応募資格：中学1年生から18歳までの女性。経験不問。特定のプロダクションやレコード会社などに所属している人は不可。
- 応募総数：不明

## アップフロントグループ『エッグ』オーディション
アップフロントグループが2006年2月より開催したオーディションである。ハロー!プロジェクト入り以外にも女優、バラエティ部門など様々な分野の人材登用を目指している。
- 応募受付期間：2006年2月25日まで
- 応募資格：女性のみ年齢不問（2006年度に小学生以下は都内に通えること〈レッスンなどのために〉）で、応募締め切り時に芸能プロダクションなどの芸能活動を行う団体に所属および契約などをしていないこと。
- 主な合格者：真野恵里菜
  - 上記合格者を含む同年6月に合流したハロプロエッグ2期生の3名が合格者であると推測されるが、本当にこのオーディションの合格者なのか、また他に合格者がいるかどうかは未詳である。

## Gatas Brilhantes H.P.新メンバーオーディション2007
2007年3月に行われたフットサルチーム、Gatas Brilhantes H.P.の新メンバーオーディションである。
- 応募受付期間：2007年3月12日 - 31日
- 応募資格：2007年4月時点で高校1年生から22歳までの女性で、オーディション参加時に芸能プロダクションなどの芸能活動を行う団体と契約をしておらず、東京都内で定期的に行うフットサルの練習に参加できること。
- 応募総数：不明
- 合格者：藤咲裕美・永井沙紀・菅原佳奈枝・深谷愛

同年8月31日にお台場で開催されたファン交流イベントでお披露目された。なお、深谷愛はオーディション参加前から芸能活動を行っていたが、後に脱退した。

## アップフロント エッグオーディション
アップフロントグループが2007年8月からオーディションのための公式サイト（ハロー!プロジェクトの公式サイトにもリンクバナーを掲載）を開設し、常時応募受付を行うようになった。ハロー!プロジェクトをはじめとするアップフロントグループの事務所に所属する女性芸能人を発掘するオーディションであり、アップフロントグループ『エッグ』オーディションの後継オーディションでもある。
- 応募資格：小学1年生から25歳までの女性で、レッスンのために東京都内に通えること（特定の事務所やレコード会社に所属している人は不可）。
- 応募方法：パソコン・携帯電話・郵送・窓口受付（直接事務所に出向く。受付日時指定あり）のいずれかの方法で1回のみ応募できる。2009年からは雑誌『De☆View』からもこのオーディションが受けられるようになった。
- 合格者：2008年6月22日に開催された『2008ハロー!プロジェクト新人公演6月 〜赤坂HOP〜』において初めて紹介されたハロプロエッグ3人が最初の合格者で、その後のエッグ加入者は全員このオーディションの合格者と見られている（田辺奈菜美のみ2009年秋の「しゅごキャラエッグ! アミュレットダイヤオーディション」で優勝後の加入）。

## 早安家族New Star
2008年5月から9月まで台湾で行われたオーディション。翌6月7日から台湾電視で「早安家族New Star」を題材にしたテレビ番組が放送されており、合格者を発表するまでの模様が紹介され、同年9月20日に合格者6名および特別賞2名が発表された。なお、この8名は「初代台湾ハロー!プロジェクトメンバーになるチャンス」とあるように研修生扱いとしての合格であった。
- 応募総数：約1,000名
- 合格者数：6名
- 合格者：趙國蓉・曾德萍・吳思璇・古筠・邱翠玲・鍾安琪（この6人でアイスクリー娘。を結成、現在はハロー!プロジェクトから離脱。）
- 特別賞：呉兆絃・藍愛子 - 合格には届かないものの、パフォーマンスを評価し、賞を設けた（この2人でフランシス&愛子を結成、後に大小姐に変更、現在はハロー!プロジェクトから離脱。）。

## 対東京少女
2009年5月 - 6月に韓国で行われたハロー!プロジェクトの第2回海外オーディション。こちらもこのオーディションを題材にしたテレビ番組が放送されており、合格者を発表するまでの模様が紹介された。
- 応募資格：年齢制限なし（但し、未成年者が最終候補に残る場合は代理人の承諾が必要）
- 応募総数：約2,500名
- 合格者：チャン・ダヨン[5]
- 落選組のソ・ユミは2010年にガールズグループ「VNT」としてデビュー。2013年、「Kiss&Cry」として再デビューし、解散後の2015年にトロット歌手としてソロデビューした[6]。

## JC&JK女子中高生女優オーディション
- 2010年6月11日-27日に東京・ル・テアトル銀座、大阪・イオン化粧品 シアターBRAVA!にて上映されたモーニング娘。の舞台『ファッショナブル』の一般公募共演者のオーディションだった。
- このオーディションは、BS-TBSと、モーニング娘。が所属するアップフロントエージェンシーが開催。
- 合格するとモーニング娘。出演の舞台で共演が約束されていた。
- 1月14日、共同制作する舞台に出演する新人女優を発掘すべく、全国５大都市（東京・大阪・名古屋・福岡・札幌）横断オーディションを開催するとTBSにて発表会見が行われた。
- 出演者を全国から発掘するというもので、最終締切の後、地方会場と東京会場でのオーディションを経て、3月末に行われる最終オーディションで合格者が決定した。
- 応募資格：芸能プロダクションに所属していない10〜18歳の女性（演技未経験者も歓迎）
- 応募総数：不明
- 合格者数：5名
- 合格者：加藤優実・鞘師里保（モーニング娘。9期メンバー）・土方穂乃花・南寧々・山田夏子（2010年9月現在、土方と山田[7]以外の所属は不明）

## アップフロントグループオーディション夏特2010
- 応募期間：2010年7月 - 8月
- 応募資格：小学1年生から中学1年生までの女性。
- 応募総数：不明

## スマイレージおよびアンジュルムのメンバーオーディション

### スマイレージ新メンバーオーディション
2011年5月29日、ヴィーナスフォートにて行われたメジャーデビュー1周年記念イベントの中で、プロデューサーのつんく♂がVTRで登場。「スマイレージに何かが足りない」「だから、メンバー募集します」とコメントし、オーディションの開催が発表された。
- 応募期間：2011年6月4日 - 6月26日（毎週土・日曜日）[11]
- 応募方法：指定の応募用紙を持参し、審査会場で申し込む。
- 審査会場：東京・TKP渋谷カンファレンスセンター（1次審査）
- 応募資格：同年5月1日時点で中学校もしくは高等学校に在学中の女性など[8]。なお、同時期に行われている「モーニング娘。10期メンバー『元気印』オーディション」に応募している人にも応募資格があるとしていた[12]。
- 応募総数：約2000名[13]
- 第1次審査：2011年6月の毎週土・日曜日にTKP渋谷カンファレンスセンターにて面接（歌唱審査・質疑応答など）を行った[8][12]。なお、事前の書類選考はなかった[10]。
- 第2次審査：第1次審査を通過した約50人（うち、ハロプロエッグ8名）の候補者が参加して同年7月9日に所属事務所で行われた[13]。この審査の模様はニコニコ生放送にて生放送された[14]。
- 合宿審査：第2次審査を通過した12名（うち、ハロプロエッグ3名）の候補者が参加して関東某所の宿泊施設にて行われ[15]、同年7月27日にその模様がニコニコ生放送にて生放送された[13]。
  - 合宿審査歌課題曲:有頂天LOVE（スマイレージ）
  - 合宿審査ダンス課題曲:有頂天LOVE（スマイレージ）および、合宿当日に提示された約1分30秒のオリジナルダンス
- サブメンバー合格者：中西香菜・小数賀芙由香・竹内朱莉・勝田里奈・田村芽実[16]
  - オーディション合格者は、「正式なメンバーになるための第一段階をクリア」した、「サブメンバー」としての合格とされ、病気療養を理由に離脱した小数賀（公式発表上は、サブメンバー加入を白紙化した上で、療養後の復帰はハロプロエッグ加入の形にするとされた[17]。実際に、小数賀は2012年1月にハロプロ研修生に加入）を除く4名は、サブメンバー入りの2ヶ月後に正規メンバーに昇格し、2期メンバーとなった。
  - サブメンバーとしてのお披露目は、同年8月14日、東京の中野サンプラザで開催されたハロー!プロジェクトコンサート最終日公演にて行われた。正規メンバー昇格は、同年10月16日、横浜BLITZにて行われた、「タチアガール」リリースイベント中に、ビデオレターが流され、その中で発表された。
  - 同時進行だったモーニング娘。10期メンバー『元気印』オーディションと同時に受ける事も可能で、竹内・勝田はこちらのオーディションも受けていた（竹内は、10期選考の途中でサブメンバー合格が決まったため、モーニング娘。の審査継続を辞退した）。
- 合宿進出者に、小田さくら（モーニング娘。）、宮崎由加、宮本佳林（以上、元Juice=Juice）、藤井梨央（元こぶしファクトリー）など。
- 合宿進出者以外の落選組は、高木紗友希(元Juice=Juice)、室田瑞希(後の3期メンバー)、伊藤千由李(元チームしゃちほこ)、齊藤京子(元日向坂46)など。

### 2015アンジュルム新メンバーオーディション
2015年6月24日に公開されたハロー!プロジェクトのYouTube番組『ハロ!ステ』で、和田彩花が登場し、アンジュルムとなってからは初となる新メンバー募集のオーディションを行うことを発表した。
同年7月1日には、ハロー!プロジェクトの公式サイトでもオーディションの実施が正式発表され、たいせいと清水佐紀が審査に関わること、そして、ハロプロ研修生からの採用枠（昇格枠）が一般の応募者とは区別して審査されることが明確にされ、保護者の同意及び本人の加入希望が明確であることを重視したいことが発表されている。
スマイレージから通算すれば4期メンバーとなるが、研修生からの昇格を含め、今回のオーディションでの該当者なしとなる可能性もあることも明確にされた。
募集の詳細は、同年7月2日の0:00に専用サイトが公開され、その中で要項等が明らかにされた。
- 応募期間：2015年7月2日 - 8月16日
- 応募資格：2015年7月1日時点で満10歳 - 17歳の女性。
- 応募総数：約1800名[20]
- 合格者：上國料萌衣
  - 合格発表は、最終審査として清水佐紀と矢島舞美の2人と面談すると当人に知らされ、面接の席に着いたところで2人から合格が伝えられた。
  - お披露目は同年11月11日、川崎市のCLUB CITTA'で開催されたニューシングル発売記念イベントにて行われた[20]。
- 主な落選者に、松永里愛（Juice=Juice）[21]、清野桃々姫（BEYOOOOONDS）[22]、米村姫良々[23]、広本瑠璃[24]（以上OCHA NORMA）、野口胡桃[25]、小野琴己[26]、児玉咲子[27]（以上元ハロプロ研修生）、米田みいな（ラストアイドル）[28]。

### アンジュルムONLY ONEオーディション〜私を創るのは私〜
2020年1月2日、中野サンプラザで行われた『Hello! Project 2020 Winter HELLO! PROJECT IS [　　　　　] 〜side A〜』で、アンジュルムとなってからは2度目となる新メンバー(9期メンバー)募集のオーディションを行うことを発表した。
募集の詳細は、同年1月11日に専用サイトが公開され、その中で要項等が明らかにされた。
- 応募期間：2020年1月11日 - 2月25日
- 応募資格[31]
  - 2020年応募期間内で11歳〜18歳の日本在住の女性
  - 芸能プロダクション等の芸能活動を行う団体に所属及び契約等をしていないこと
  - また、ハロプロ研修生も並行して別途に「アンジュルムONLY ONEオーディション〜私を創るのは私〜」を行う[31]。
- 応募総数：約4,000名[32]
- 審査状況：1次書類審査が同年3月12日に、2次審査は4月17日に、3次審査が7月20日にそれぞれ終了し、合格者への通知が行われた[33]。
- 6名が2日間のレッスンと最終審査に参加した[34]。
  - 最終審査ソロ曲：アンジュルム「限りあるMoment」[34]
- 合格者：川名凜、松本わかな
  - 合格通知は最終審査という形でアンジュルムのメンバー全員が審査員となり、1名ずつソロ歌唱をして質疑応答を受けた後に合格が伝えられた[35]。
- ハロプロ研修生より為永幸音も昇格し、アンジュルム9期メンバーとなった。
  - 為永への加入通知は、筋トレの取材という名目でスタジオに呼び出された所にアンジュルムメンバー全員が入場し、リーダーの竹内朱莉から加入が伝えられた[36]。
- 新メンバーの発表は同年11月2日、「YouTube」のアンジュルム公式チャンネルにおいて行われた[32]。
- お披露目は同年12月9日、日本武道館で行われた「アンジュルム コンサート2020 〜起承転結〜 船木結卒業スペシャル」[37]。
- 落選者に、有澤一華[38]、入江里咲[39]、石山咲良[40]（以上Juice=Juice）、鈴木あゆ（元 アップアップガールズ（仮））。

## ハロー!プロジェクト「研修生」オーディション/アップフロント「研修生」オーディション
2011年11月23日によみうりランドオープンシアターEASTにて開催された「ハロー!プロジェクト☆フェスティバル」に、新オーディション「ハロー!プロジェクト『研修生』オーディション」が開催されることが発表された。
2015年時点での応募要項は、次の通り。なお、アップフロント研修生の募集は、2016年1月25日より停止されている。
- 応募資格：小学4年生から中学3年生(ハロー!)/高校2年生(アップフロント)までの女性で、レッスンのために東京都内に通えること（特定の事務所やレコード会社に所属している人は不可）。
- 応募方法：パソコン・携帯電話・スマートフォンでのネット応募ないしは書類郵送による
- 実施内容：面接（質疑応答・歌・自己PRなど）。
- その他：応募・審査は、随時実施予定。審査料は不要。

### ハロー!プロジェクト「研修生」出張オーディション
2012年11月30日に、地方都市に出張する形でハロプロ研修生オーディションが実施されることが発表された。都内で行われる通常の研修生オーディションと選考方法が一部異なるため、ここで別途記載する。
- 応募資格：小学4年生(9歳)から中学3年生(15歳)までの女子（特定の事務所やレコード会社に所属している人は不可）。
- 応募方法：事前申し込みは不要で、1次審査会場（名古屋・札幌・大阪）の開場時間内に直接来場する(スマイレージのサブメンバーオーディションの応募方法と同様)
- 実施内容：質疑応答（面接）、歌（アカペラ）、自己PR(簡単なパフォーマンス)など

## 演劇女子部プロジェクト オーディション
2014年6月5日、BS-TBSとアップフロントプロモーションが共同で発足した演劇集団「演劇女子部」の女優を募集するオーディションを開催すると発表された。合格者は同年10月に行われるスマイレージ主演舞台での共演など演劇女子部への出演が予定されている。
- 応募資格：8歳から20歳までの女性。特定の芸能プロダクションに所属していない人。芝居舞台が未経験でも可。
- 応募方法：郵送のみで応募。履歴書に写真2枚（全身・バストアップ）を同封する。
- 実施内容：1次審査は書類選考。2次審査は同年8月9日もしくは8月10日に演劇審査（質疑応答も行われる）。
- 合格者：富澤衿香・杉本涼葉・石井杏奈・小野田暖優・松下華菜[44]
  - お披露目は同年9月13日、ハロー!プロジェクトオフィシャルショップ秋葉原店で開催された「演劇女子部プロジェクトオーディション合格者お披露目イベント」にて行われた（石井を除く4名）。

## ハロプロ研修生北海道のオーディション

### ハロー!プロジェクト『北海道限定』メンバーオーディション
2015年5月15日、ハロー!プロジェクトオフィシャルサイト上で、北海道内限定で活動するメンバーのオーディションの実施が発表された。
- 応募資格：2015年6月1日時点で、10歳から17歳までの女性で、歌やダンスが好きなこと。また、オーディション合格後、レッスンのために札幌市内へ通えること（特定の事務所やレコード会社に所属している人は不可）[46]。
- 応募方法：書類郵送またはネットでの応募（PCないしはスマートフォン）
- 応募期間：2015年5月15日 - 6月14日
- 実施内容：1次審査は書類選考。2次審査は、同年6月27日に札幌市内で実施。
- 合格者：太田遥香・佐藤光・石栗奏美・河野みのり・北川亮・工藤由愛・山﨑愛生[47]
  - 2016年7月16日、ハロー!プロジェクト公式サイトにて、7名の合格者が「ハロプロ研修生北海道」として活動することが発表された[48]。
  - お披露目は同年7月30日、ニトリ文化ホールで開催されたハロー!プロジェクトコンサート札幌公演にて行われた[47]。

### ハロプロ研修生北海道オーディション 2019
2019年7月1日、ハロー!プロジェクトオフィシャルサイト上で、ハロプロ研修生北海道のオーディションの実施が発表された。
- 応募資格：2019年7月1日時点で、小学4年〜中学3年の女性で、歌やダンスが好きなこと。また、オーディション合格後、レッスンのために札幌市内へ通えること（特定の事務所やレコード会社に所属している人は不可）[50]。
- 応募方法：書類郵送またはネットでの応募（PCないしはスマートフォン）
- 応募期間：2019年7月1日 - 8月9日

## ハロー!プロジェクト新メンバーオーディション
2017年7月15日、オリックス劇場で行われたハロー!プロジェクトコンサート大阪公演およびハロー!プロジェクト公式サイトにてオーディションの開催が発表された。
合格者はモーニング娘。、アンジュルム、Juice=Juice、こぶしファクトリー、つばきファクトリー、新グループ、演劇女子部に加入する可能性があるとされている。
- 応募資格：2017年7月15日時点で9歳から17歳までの独身女性。レッスンのために東京都内へ通える方（芸能活動を行う団体に所属及び契約等している場合は不可）。
- 応募方法：パソコン・スマートフォンでのネット応募もしくは書類郵送。
- 応募期間：2017年7月15日 - 8月14日
- 同年8月25日に1次審査通過者を通知。2次審査参加者は89名で、最終審査進出者は8名である[53]。
  - 最終審査歌・ダンス課題曲:ジェラシー ジェラシー（モーニング娘。'17）
- 合格者：該当者なし
- 最終審査に残ったのは8名。後日、ハロプロ研修生への加入が打診され、橋本桃呼（元・ラストアイドル2期生、現・高嶺のなでしこ）、後藤咲香、為永幸音（アンジュルム）、窪田七海（OCHA NORMA）、出頭杏奈、金光留々（空想ロマンス）、松原ユリヤ（ロージークロニクル）の7名は加入し、1名は辞退した[54]。
- その他の落選者に、平井美葉（BEYOOOOONDS）[55]、斉藤円香[56]、広本瑠璃[24]（以上OCHA NORMA）、植村葉純（ロージークロニクル）[24]。

## ハロー!プロジェクト“ONLY YOU”オーディション
2018年5月11日、ハロー!プロジェクト公式サイトにて、「一岡伶奈がリーダーを務める新グループ」と「高瀬くるみ・清野桃々姫が在籍する新グループ」のメンバーを選出するためのオーディションの開催が発表された。なお、両グループ共に今回のオーディションとは別の選考方法により、ハロプロ研修生から選出される可能性もあるとされた。
- 応募資格：2018年5月11日時点で10歳から21歳の日本在住の女性。芸能プロダクション等の芸能活動を行う団体に所属および契約等をしていない方。
- 応募方法：パソコン・スマートフォンでのネット応募もしくは書類郵送
- 応募期間：2018年5月11日 -  6月6日
- 審査状況：1次書類審査が同年6月20日に、2次審査は7月5日に、3次審査が8月3日にそれぞれ終了し、合格者への通知が行われた[58]。
- 第4次審査：第3次審査を通過した10人の候補者が参加[59]。
- 同年6月11日、ハロプロ研修生より、下記の6名が新グループに1次メンバーとして加入することが発表された[60]。
  - 一岡伶奈がリーダーを務める新グループ：西田汐里、島倉りか、江口紗耶
  - 高瀬くるみ・清野桃々姫の在籍する新グループ：前田こころ、山﨑夢羽、岡村美波
- 同年10月19日、一岡伶奈がリーダーを務めるグループの名称が「CHICA#TETSU」に、高瀬くるみ・清野桃々姫が所属するグループの名称が「雨ノ森 川海」に決定したことが発表された。さらに、CHICA#TETSU、雨ノ森 川海、当オーディション合格者による合同グループを結成し、そのグループ名が「BEYOOOOONDS」であることも発表された[61]。
- 合格者は4名で、BEYOOOOONDSには3名が、アンジュルムには1名が加入となった[62]。
- BEYOOOOONDS合格者：平井美葉、小林萌花、里吉うたの
  - 最終審査進出者は上記3名。審査会場にて、全員に合格が告げられた[63]。
  - 最終審査課題曲（歌・ダンス）：46億年LOVE（アンジュルム）[63]
  - 同年12月3日、山野ホールで開催されたファンクラブイベント『BEYOOOOONDS 〜冬の陣 ZIN〜』にてお披露目された[64]。
  - 2021年1月24日、平井・小林・里吉によるBEYOOOOONDSのグループ内ユニットを結成し、その名称が「SeasoningS」に決定したことが発表された[65]。
- アンジュルム合格者：伊勢鈴蘭
  - 最終審査の面談として訪れた場所で、和田彩花から直接合格が告げられた[66]。
  - 2018年11月23日、パシフィコ横浜国立大ホールで開催された「アンジュルム 2018秋『電光石火』」公演にてお披露目された[67]。
- 主な落選者に、有澤一華（Juice=Juice）[68]、斉藤円香[56]、筒井澪心[69]（以上OCHA NORMA）、小野田華凜（ロージークロニクル）[70]。

## ハロー!プロジェクト「Juice=Juice」「つばきファクトリー」合同新メンバーオーディション
2021年1月20日に公開されたハロー!プロジェクトのYouTube番組『ハロ!ステ』で、金澤朋子と山岸理子が登場し、Juice=Juiceとつばきファクトリーの両者にとって初めての、さらにハロー!プロジェクト初の合同での新メンバー募集オーディションを行うことを発表した。
募集の詳細は、同年1月22日に専用サイトが公開され、その中で要項等が明らかにされた。
- 応募期間：2021年1月21日 - 3月1日
- 応募資格[72]
  - 2021年1月22日時点で小学6年生〜高校2年生の日本在住の女性
  - 芸能プロダクション等の芸能活動を行う団体に所属及び契約等をしていないこと
- 3次審査では、写真撮影審査・歌唱審査・ダンス審査が行われた[73][74]。
  - 3次歌唱審査課題曲：Juice=Juice「『ひとりで生きられそう』って それってねえ、褒めているの?」・つばきファクトリー「ふわり、恋時計」
  - 3次ダンス審査課題曲：オリジナルミックス曲
- 合格者は4名で、Juice=Juiceには1名が、つばきファクトリーには3名が加入となった。
- Juice=Juice合格者：入江里咲
- つばきファクトリー合格者：河西結心、八木栞、福田真琳
  - 合格通知は最終審査と称してテレビ東京のスタジオに呼び出され、モニター画面を通してリーダーの金澤朋子、山岸理子によって合格が告げられた[75]。
- また、ハロプロ研修生より昇格した江端妃咲、有澤一華がJuice=Juiceの、豫風瑠乃がつばきファクトリーのメンバーとなった。
  - 昇格通知はハロドリ。の収録と称してテレビ東京のスタジオに呼び出され、コメント収録の際にモニター画面を通してリーダーの金澤朋子、山岸理子によってメンバーに選ばれた事が告げられた[75]。
- 新メンバーの発表は同年7月7日、『ハロ!ステ』において行われた[76]。
- お披露目は同年7月17日、オリックス劇場で開催された「Hello! Project 2021 Summer Sapphire & Ruby」にて行われた[77]。
- 主な落選者に、川嶋美楓（Juice=Juice）、吉田姫杷（ロージークロニクル）[78]。

## ハロー!プロジェクト 新メンバーオーディション2021
2021年7月6日（5日深夜）、テレビ東京の番組『ハロドリ。』にてオーディションの開催が発表された。同年7月20日に内容の詳細が公開され、アンジュルム・新グループ・ハロプロ研修生・ハロプロ研修生北海道の新メンバーを募集するオーディションであることを発表した。
募集の詳細は、同年7月20日に専用サイトが公開され、その中で要項等が明らかにされた。
- 応募期間：2021年7月20日 - 8月19日
- 応募資格[80]
  - 2021年7月20日時点で小学5年生〜高校3年生の日本在住の女性
  - 芸能プロダクション等の芸能活動を行う団体に所属及び契約等をしていないこと
- 審査状況：1次書類審査が同年9月3日に、2次審査が9月14日に、4次審査が11月22日に終了し、合格者への通知が行われた。
- 2次審査について、1次審査通過者を対象に9月上旬にオンラインでの面接を実施。
- 3次審査について、2次審査通過者を対象に10月上旬に都内某スタジオで対面審査を実施。歌唱審査・質疑応答が行われた。
- 4次審査では、写真撮影審査・歌唱審査・ダンス審査が行われた[81]。歌唱審査では自分で歌唱曲を選び、ダンス審査では終わり方について自分で考えて表現する形となった[81]。
- 新グループ合格者：田代すみれ、筒井澪心
  - 同年12月12日、Zepp Tokyoで開催された『Hello! Project 研修生発表会 2021 12月 〜RING〜』にてお披露目された[82]。なお、新メンバーはお披露目前の同日午前中に合格したことを伝えられた[82]。
- 同日、新グループの名前が「OCHA NORMA」であることも発表された[82]。
- アンジュルム合格者：該当者なし
- ハロプロ研修生より平山遊季が昇格し、アンジュルム10期メンバーとなった。
  - 同年12月30日、中野サンプラザで開催された「Hello! Project Year-End Party 2021 〜 GOOD BYE & HELLO ! 〜 アンジュルム プレミアム」公演にてお披露目された[83]。
- ハロプロ研修生合格者：後藤花（アンジュルム）、前島花凛(太陽と踊れ)[84]
  - 新メンバーの発表は2022年2月15日（14日深夜）、『ハロドリ。』において行われた。
- ハロプロ研修生北海道合格者：該当者なし[84]
- 主な落選者に、櫻井梨央（モーニング娘。）[85]。

## ハロー!プロジェクト「モーニング娘。'22」「Juice=Juice」合同新メンバーオーディション
2022年1月2日、モーニング娘。'22とJuice=Juiceの合同での新メンバー募集オーディションを行うことをハロー!プロジェクトの公式サイトで発表した。
募集の詳細は同日に専用サイトが公開され、その中で要項等が明らかにされた。
- 応募期間：2022年1月2日 - 2月9日
- 応募資格[87]
  - 2022年1月2日時点で小学5年生〜高校2年生の日本在住の女性
  - 芸能プロダクション等の芸能活動を行う団体に所属及び契約等をしていないこと
- 審査状況：1次書類審査が同年2月28日に、オンライン審査（2次審査）が3月30日に、3次審査が5月6日に終了し、合格者への通知が行われた。
- 3次審査ではパフォーマンス審査・面談審査が、4次審査では写真撮影審査・歌唱審査・ダンス審査が行われた。ダンス審査については中盤は規定演技、それ以外はフリー演技として個人で考えた振付を被露する形となった[88]。
  - 4次歌唱審査課題曲：モーニング娘。’21「Teenage Solution」・Juice=Juice「Familia」
  - 4次ダンス審査課題曲：オリジナルミックス曲
- 5次審査では歌唱審査・質疑応答が行われた[89]。
  - 5次歌唱審査課題曲：モーニング娘。「I WISH」・Juice=Juice「『ひとりで生きられそう』って それってねえ、褒めているの?」
- 合格者は2名で、モーニング娘。'22とJuice=Juiceにそれぞれ1名が加入となった。
- モーニング娘。'22合格者：櫻井梨央
- Juice=Juice合格者：遠藤彩加里
  - 合格通知は、5次審査でスタジオに呼び出された際、最後の質問の時にリーダーの譜久村聖、植村あかりがサプライズで登場しその場で告げられた[89]。
- また、ハロプロ研修生より昇格した石山咲良がJuice=Juiceのメンバーとなった。
  - 昇格通知は、ハロドリ。の歌唱コーナー「ONE PLUS ONE」のメイキング用のインタビュー収録と称してスタジオに訪れた際、リーダーの植村あかりが登場しその場でメンバーに選ばれた事を告げられた[89]。
- 新メンバーの発表は同年6月29日、『ハロ!ステ』において行われた[90]。
- お披露目は同年7月9日及び10日に中野サンプラザで開催された「Hello! Project 2022 Summer CITY CIRCUIT」にて行われた。石山・遠藤は9日の公演に、櫻井は10日の公演に登場した[91]。
- 主な落選者に、下井谷幸穂（アンジュルム）、上村麗菜（ロージークロニクル）[92]。

## 「ハロー!プロジェクト25周年記念」新メンバーオーディション
2023年6月26日、日本武道館で行われたモーニング娘。'23のコンサートおよびハロー!プロジェクト公式サイトにてオーディションの開催が発表された。
合格者はモーニング娘。'23、アンジュルム、Juice=Juice、つばきファクトリー、BEYOOOOONDS、OCHA NORMA、新グループ(2024年デビュー予定)、ハロプロ研修生に加入する可能性があるとされている。
- 応募資格：2023年6月時点で小学4年生から高校2年生までの日本在住の女性。芸能プロダクション等の芸能活動を行う団体に所属及び契約等をしていない方。
- 応募方法：パソコン・スマートフォンでのネット応募もしくは書類郵送。
- 応募期間：2023年6月26日 - 8月14日
- 審査状況：1次書類審査が同年9月6日に、2次オンライン審査が10月2日に、3次面談審査が11月8日に、4次面談審査が12月25日に終了し、合格者への通知が行われた。
- 5次審査は12月27日に行われ[95]、写真撮影審査、歌唱審査、歌唱・パフォーマンス審査、ダンス審査が行われた[96]。
  - 歌唱審査：自身で選曲してきた楽曲を披露
  - 歌唱・パフォーマンス審査：つばきファクトリー「妄想だけならフリーダム」
  - ダンス審査：規定のダンスとフリーダンス
- 合格者は12名で、つばきファクトリーには3名が、ハロプロ研修生には9名が加入となった。
- つばきファクトリー合格者：石井泉羽・村田結生・土居楓奏
- ハロプロ研修生合格者：島川波菜（ロージークロニクル）・浅野優莉花・宮越千尋・西村乙輝（つばきファクトリー）・相馬優芽（ロージークロニクル）・大坪茉乃・吉田光里・杉原明紗・服部琉愛
  - つばきファクトリーの合格通知は、1月14日に最終審査という形で各1名がつばきファクトリー全員が居るスタジオに呼び出され、リーダーの新沼希空から質疑応答を受けた後に合格が告げられた[97]。
- 新メンバーの発表は2024年2月7日、『ハロ!ステ』において行われた[98]。
- 新メンバーお披露目
  - つばきファクトリー：同年2月10日、TACHIKAWA STAGE GARDEN (東京)にて開催された「Hello! Project 2024 Winter 〜THREE OF US〜」チームA公演で行われた。
  - ハロプロ研修生：同年3月2日、Zepp DiverCity (東京)にて開催された「Hello! Project 研修生発表会 2024 3月「ミモザ」」で行われた。

## ハロー!プロジェクト新メンバーオーディション2024
2024年7月13日、TACHIKAWA STAGE GARDENで行われたハロー!プロジェクトコンサート東京公演およびハロー!プロジェクト公式サイトにてオーディションの開催が発表された。
2つの部門から選んで応募する方式で、「ハロー!プロジェクトオーディション」はBEYOOOOONDS以外のグループが対象。「BEYOOOOONDSポテンシャルオーディション」はBEYOOOOONDSのみが対象であり、特技やディープな趣味など自分の強みをアピールする内容となっている。
- 応募資格：「ハロー!プロジェクトオーディション」は2025年4月2日時点で小学5年生から満16歳までの、「BEYOOOOONDSポテンシャルオーディション」は同年月日時点で高校1年生から満20歳までの、共に日本在住の女性で、芸能プロダクション等の芸能活動を行う団体に所属及び契約をしていない方。
- 応募方法：パソコン・スマートフォンから応募フォームを使って応募。
- 応募期間：2024年7月13日 - 9月2日
- 審査状況：1次審査が同年9月24日に、2次審査が10月16日に、3次審査が12月3日に終了し、合格者への通知が行われた。
- 合格者：該当者なし
  - オーディション結果については該当者なしとする旨が、2025年1月17日にハロー!プロジェクト公式サイトで発表された[101]。また、同日にはハロプロ研修生への新メンバー加入も併せて発表された。
- ハロプロ研修生加入者：長野桃羽（アンジュルム）・坂本葵花・鈴木もあ・石川華望・青木優奈・根本花凛・宮﨑理帆・大野愛莉・樋口愛海・染谷彩良
  - 青木を除くハロプロ研修生加入者9名の発表は2025年2月5日、『ハロ!ステ』において行われた[102]。
  - 青木を除くハロプロ研修生加入者9名のお披露目は、同年3月2日、Zepp DiverCityにて開催の「Hello! Project 研修生発表会 2025 3月「Spring Is Here !」」で行われた[102]。
  - 青木の発表は同年5月23日、ハロー！プロジェクトオフィシャルサイトにおいて行われた[103]。
  - 青木のお披露目は、同年6月1日、Zepp Nambaにて開催の「Hello! Project 研修生発表会 2025 6月「The Heat Is On !」」で行われた[103]。

## ハロー!プロジェクト新メンバーオーディション2025
2025年8月16日、LaLa arena TOKYO-BAYで行われたハロー!プロジェクトコンサート千葉公演およびハロー!プロジェクト公式サイトにてオーディションの開催が発表された。
- 応募資格：2025年10月1日時点で小学5年生から高校1年生までの日本在住の女性で、芸能プロダクション等の芸能活動を行う団体に所属及び契約をしていない方。
- 応募方法：パソコン・スマートフォンから応募フォームを使って応募。
- 応募期間：2025年8月16日 - 10月1日